# Receptor de antígeno quimérico

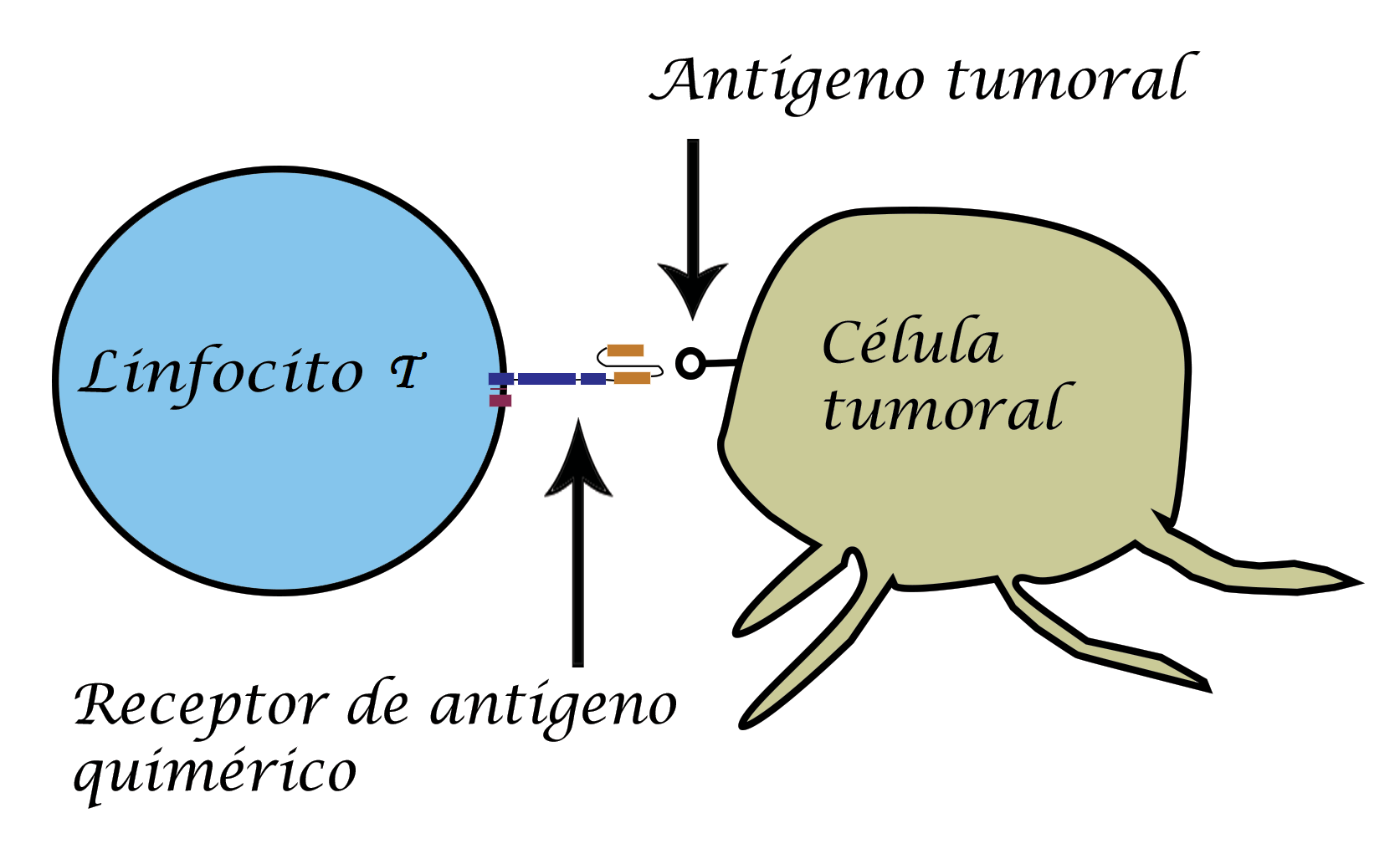
Receptor de antígeno quimérico unido a un linfocito T, en estrecho contacto con una célula cancerosa.

El receptor de antígeno quimérico (del inglés Chimeric antigen receptor CAR),  es un receptor artificial producido mediante ingeniería genética. Se denominan quiméricos por estar compuestos por partes de diferentes dominios proteicos, cada uno con distintas funciones. El dominio extracelular, comúnmente derivado de un anticuerpo, se encarga de reconocer y unirse a un epítopo en específico. Este dominio está unido mediante una región transmembranal al dominio intracelular. Este último, también llamado dominio de señalización, esá compuesto por uno, dos o más dominios que activan vías de señalización en la célula para ejercer una función citotóxica. 
Los receptores de antígeno quimérico son introducidos artificialmente en los linfocitos T u otras células del sistema inmune.  Esto se logra mediante la transferencia de la secuencia de codificación del receptor quimérico a la célula T facilitada por vectores retrovirales o electroporación. De  esta  forma, el linfocito T modificado reconoce antígenos específicos de la membrana de las células cancerosas y las elimina. El nombre más habitual por el que se conocen a estos linfocitos son células CAR-T.
Los CARs son una forma de terapia en contra del cáncer, utilizando una técnica denominada transferencia adoptiva de linfocitos T. Inicialmente, las células T son extraídas del paciente y modificadas genéticamente para que expresen receptores específicos. Una vez modificadas, las células T que adquieren la capacidad de reconocer y destruir las células cancerígenas, son reintroducidas en el paciente. Actualmente, se encuentra bajo investigación el uso de células T modificadas procedentes de donantes diferentes al paciente a tratar.
El concepto para la producción de receptores quiméricos fue explorado primeramente por Yoshihisa Kuwana en 1987, quienes demostraron la factibilidad de fusionar fragmentos de anticuerpos con las cadenas constantes de un receptor de células T de origen murino. Ello permitió crear un híbrido entre los receptores que median la inmunidad humoral y la celular. Posteriormente, los inmunólogos israelíes Gideon Gross y Zelig Eshhar replicaron los hallazgos de Kuwana, y demostraron que dicha configuración podía realizarse mediante un receptor consistente en una única cadena de aminoácidos. Actualmente, las terapias con células T con receptor de antígeno quimérico (CAR) han logrado buenas respuestas en neoplasias hematológicas, con datos de estudios clínicos que demuestran altas tasas de respuesta completa en la leucemia y el linfoma.

## Uso médico
Las células T se diseñan genéticamente para expresar receptores de antígenos quiméricos dirigidos específicamente hacia los antígenos en las células tumorales de un paciente, luego se infunden en el paciente donde atacan y destruyen las células cancerosas. La transferencia adoptiva de células T que expresan CAR es una terapia anticancerosa prometedora, porque las células T modificadas con CAR pueden diseñarse para dirigirse a prácticamente cualquier antígeno asociado a tumores.
Las primeras investigaciones sobre las células CAR-T se han centrado en los cánceres de la sangre. Los primeros tratamientos aprobados utilizan CAR que se dirigen al antígeno CD19, presente en cánceres derivados de células B, como la leucemia linfoblástica aguda (ALL) y el linfoma difuso de células B grandes. También se están realizando esfuerzos para diseñar CAR que se dirijan a muchos otros antígenos del cáncer de la sangre, incluido el CD30 en el linfoma de Hodgkin refractario; CD33, CD123 y FLT3 en leucemia mieloide aguda (LMA); y BCMA en el mieloma múltiple. 
Los tumores sólidos han presentado un objetivo más difícil. La identificación de buenos antígenos ha sido un desafío: dichos antígenos deben estar altamente expresados en la mayoría de las células cancerosas, pero en gran medida ausentes en los tejidos normales. Las células CAR-T tampoco se transportan de manera eficiente al centro de masas tumorales sólidas, y el microambiente del tumor hostil suprime la actividad de las células T.
Las dos primeras terapias CAR-T aprobadas por la FDA se dirigen al antígeno CD19, que se encuentra en muchos tipos de cánceres de células B. Tisagenlecleucel (Kymriah / Novartis) está aprobado para tratar la leucemia linfoblástica aguda (ALL) precursora de células B en recaída o refractario al tratamiento, mientras que el axicabtagene ciloleucel (Yescarta / Kite Pharma) está aprobado para tratar el linfoma difuso de células B grandes (LDCBG) en recaída o refractario. Desde 2021 se han aprobado por la FDA y la EMA otros cuatro: Abecma y Breyanzi de Bristol Myers Squibb ( BMY ), Tecartus de Gilead Sciences ( GILD ) para linfoma de células de manto y leucemia linfoblástica aguda; y Carvykti de Legend.
Esta técnica también se ha utilizado en el tratamiento del lupus eritematoso sistémico.

## Sinonimia
- Inmunoreceptor quimérico.
- Receptor de células T quimérico.
- Receptor artificial de células T.
- Células CAR-T